# الن کروکر
الن کروکر (به انگلیسی: Allan Kroeker) (زادهٔ ۱۰ آوریل ۱۹۵۱ در مانیتوبا، کانادا) کارگردان سینما و تلویزیون، فیلمبردار، فیلم‌نامه‌نویس، تدوین‌گر و تهیه‌کننده کانادایی است. او قسمت آخر سریال‌هایی چون سفر ستاره‌ای: فضای عمیق نه، سفر ستاره‌ای: مسافر و سفر ستاره‌ای: تجارت را کارگردانی کرده‌است. او هم چنین چندین قسمت از سریال چاک را از سال ۲۰۰۷ تا ۲۰۰۹ کارگردانی کرده‌است.